# Parodia hausteiniana
Parodia hausteiniana ist eine Pflanzenart aus der Gattung Parodia in der Familie der Kakteengewächse (Cactaceae). Das Artepitheton hausteiniana ehrt den deutschen Botaniker Erik Haustein, der von 1949 bis 1968 Redakteur der Zeitschrift Kakteen und andere Sukkulenten war.

## Beschreibung
Parodia hausteiniana wächst einzeln. Die kugelförmigen bis kurz zylindrischen Triebe erreichen Durchmesser von bis zu 5 Zentimeter. Die etwa 13 Rippen sind leicht verdreht. Die auf ihnen befindlichen Areolen sind mit weißer Wolle bedeckt. Die vier über Kreuz stehenden kräftigen und gehakten Mitteldornen sind gelb. Sie weisen eine Länge von bis zu 1,3 Zentimeter auf. Die 26 bis 30 dünnen und ausstrahlenden Randdornen liegen an der Trieboberfläche an. Sie sind gelb und werden im Alter weißlich. Die Randdornen sind bis zu 1 Zentimeter lang.
Die gelben Blüten erreichen Längen von bis zu 1 Zentimeter und ebensolche Durchmesser. Ihr Perikarpell und die Blütenröhre sind Schuppen und Borsten besetzt. Die Narbe ist gelb. Die olivgrünen eiförmigen Früchte sind 3 bis 4 Millimeter lang. Sie enthalten dunkelbraune Samen, die fein gehöckert sind.

## Verbreitung, Systematik und Gefährdung
Parodia hausteiniana ist im bolivianischen Departamento Cochabamba bei Mizque in Höhenlagen von 1900 bis 2300 Metern verbreitet.
Die Erstbeschreibung durch Walter Rausch wurde 1970 veröffentlicht. Ein nomenklatorisches Synonym ist Bolivicactus hausteinianus (Rausch) Doweld (2000). Ein taxonomisches Synonym ist Parodia laui F.H.Brandt (1973).
In der Roten Liste gefährdeter Arten der IUCN wird die Art als „Endangered (EN)“, d. h. als stark gefährdet geführt.

## Nachweise